# Bitwa pod Kilinochchi (2008–2009)
Bitwa pod Kilinochchi (2008–2009) – starcie między siłami rządowymi Sri Lanki a bojownikami Tygrysów Wyzwolenia Tamilskiego Ilamu (LTTE) o przejęcie kontroli nad miastem Kilinochchi. Samo miasto było centrum administracyjnym i de facto stolicą rządu tamilskiego na Sri Lance.
Armia Sri Lanki (SLA) rozpoczęła ofensywę w listopadzie 2008 roku, a w grudniu 2008 doszło do trzech prób zajęcia miasta. Wszystkie zostały udaremnione przez LTTE, natomiast obie strony twierdziły, iż straty we własnych szeregach były minimalne, podczas gdy straty spowodowane u przeciwnika miały być druzgocące.
Podczas trwania ofensywy lankijskie siły powietrzne prowadziły naloty na pozycje zajmowane przez LTTE w Kilinochchi. 2 stycznia 2009 roku armia Sri Lanki wkroczyła do miasta z trzech stron – północnej, południowej oraz zachodniej. Bojownicy LTTE wycofali się do pobliskiej dżungli okalającej miasto. Mahinda Rajapakse, prezydent Sri Lanki, ogłosił przejęcie przez wojsko kontroli nad miastem oraz wezwał LTTE do złożenia broni i kapitulacji.
Jednakże rebelianci stwierdzili, iż SLA zdobyło „miasto duchów”, a swoje straty określili jako minimalne.
Po upadku Kilinochchi, giełda w Kolombo (CSE) zanotowała wzrost, a kurs rupii lankijskiej ustabilizował się. Natomiast atmosferę świętowania na ulicach Kolombo przerwał samobójczy atak Tamilów przed główną kwaterą powietrznych sił armii lankijskiej. Wiadomość o zamachu nadeszła po zdobyciu stolicy Tamilskich Tygrysów, Kilinochchi przez wojska rządowe. W zamachu zginęły 4 osoby, a rannych zostało około 37.
Po zdobyciu miasta SLA kontynuowała ofensywę, zdobywając kilka strategicznych obiektów, w tym bazę wojskową Elephant Pass oraz autostradę A9.

## Geneza konfliktu
Do konfliktu przyczyniły się w głównej mierze różnice kulturowe między dwiema nacjami zamieszkującymi Sri Lankę – Tamilów stanowiącymi mniejszość, o wyraźnie odrębnej kulturze, języku, a także religii – wyznają bowiem hinduizm, podczas gdy będący w większości Syngalezi są buddystami.
Syngalezi na różne sposoby starali się marginalizować tamilską tożsamość lub zmusić Tamilów do opuszczenia wyspy. W 1970 r. zakazano importu tamilskich dóbr kultury (książek, gazet, filmów itd.). Uniemożliwiono Tamilom zdobywania wykształcenia na hinduskich uczelniach, przestano także uznawać dyplomy Tamilów, które zdobyli na studiach w Wielkiej Brytanii. W przyjętej 22 maja 1972 roku konstytucji, za oficjalną religię uznano buddyzm, a językiem państwowym został syngaleski, podczas gdy tamilski nie został uwzględniony w ustawie zasadniczej.
W 1981 r. nieznani sprawcy podpalili bibliotekę publiczną w Jaffnie – w wyniku pożaru spłonęły wiekowe manuskrypty oraz inne dzieła napisane w języku tamilskim.
Tamilowie buntowali się przeciwko dyskryminacji począwszy od lat 50. – aż do wielkiego powstania w roku 1977. Do regularnej wojny domowej, która rozpoczęła się w 1983 r., doszło po tzw. Czarnym Czerwcu, gdy w demonstracjach zginęło około 3 tys. Tamilów.
Podczas trwania konfliktu powstawały rozmaite ugrupowania, które różnymi sposobami starały się ułożyć relacje z Syngalezami. W 1972 r. powstał Tamilski Zjednoczony Front Wyzwolenia (TZFW), najważniejsza partia opozycyjna na cejlońskiej scenie politycznej. TZFW, mogący liczyć na głosy 1/6 cejlońskiego elektoratu, domagał się niepodległości dla obszarów zamieszkanych w większości przez Tamilów. Tuż po powstaniu Zjednoczonego Frontu Wyzwolenia władze zakazały jego działalności.
W wyniku rosnącego niezadowolenia oraz radykalizacji sceny politycznej rosło znaczenie grup wzywających do utworzenia tamilskiego państwa środkami militarnymi, spośród których wyróżniała się organizacja Tygrysów Wyzwolenia Tamilskiego Ilamu, założona przez Velupillai Prabhakarana. Na przemoc ze strony policji i wojska Tamilskie Tygrysy odpowiedziały atakami terrorystycznymi, które doprowadziły do pogromów ludności tamilskiej w stolicy i innych częściach kraju. Narzędziami przemocy stali się młodzi ludzie obu narodowości – tak Tamilowie, jak i Syngalezi charakteryzowali się bardzo młodymi populacjami w fazie bumu demograficznego. Wojna domowa, która została zakończona rozejmem w 2002 r., od 2006 roku rozgorzała na nowo.
Do tej pory konflikt między mniejszością tamilską a władzami wyspy pochłoną okołu 70 tysięcy ofiar.
Z samego miasta Kilinochchi armia Sri Lanki wycofała się w 1990 r., umożliwiając LTTE przejęcie kontroli nad miastem po raz pierwszy. Wojska SLA ponownie zajęły miasto po sukcesie operacji Sathjaya I, II i III we wrześniu 1996 r. Jednakże LTTE przejęły miasto we wrześniu 1998 r. po raz drugi, zmuszając siły SLA do odwrotu.
Chociaż Kilinochchi nie leży w strategicznie ważnym miejscu w zakresie operacji wojskowych, nosi ono symboliczne znaczenie ze względu pełnienie de facto funkcji stolicy Tamilskiego Ilamu.

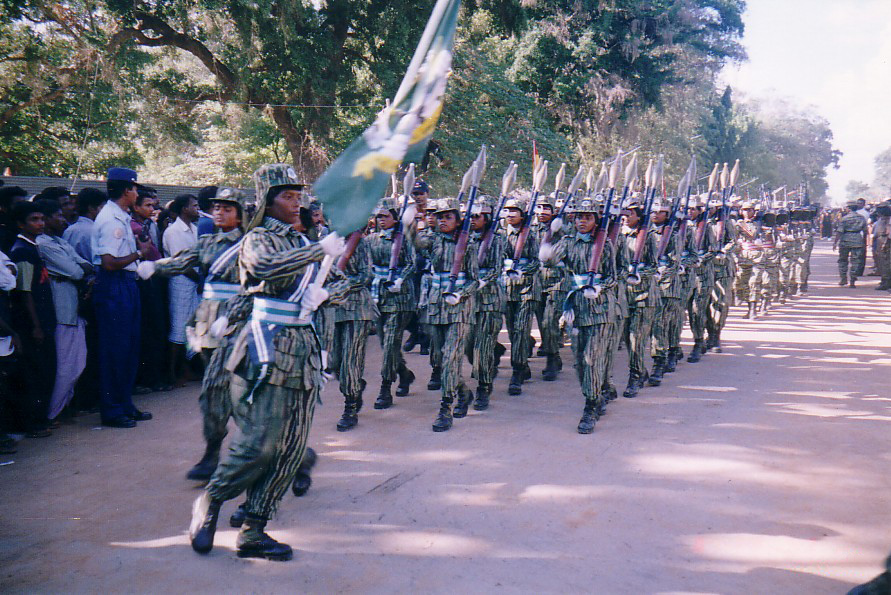
Żeńskie oddziały LTTE podczas parady w Kilinochchi

### Stolica TamilskiegoIlamu
Po 2002 r., Kilinochchi było wykorzystywane jako centrum administracyjne na obszarze znajdującym się pod kontrolą LTTE. Tamilowie stworzyli własne siły policyjne oraz bank centralny.
Ustalono również i wdrożono system sądownictwa, którego podział polegał na sądach rejonowych oraz Sądu Najwyższego, jak i sądu apelacyjnego.

## Przygotowania
Po zwycięstwach odniesionych przez SLA we wschodnich prowincjach, wojska rządowe przeszły do zaawansowanych operacji mających na celu przejęcie kontroli nad terytorium w północnej części wyspy. Miasto Kilinochchi było jednym z głównych celów operacji.
Obie grupy – 57 Dywizja oraz Grupa Uderzeniowa rozpoczęły natarcie z zachodniej części kraju,
57 Dywizja zbliżała się do Kilinochchi z południa i zachodu, natomiast wydzielona Grupa Uderzeniowa rozpoczęła obchodzenie pozycji rebeliantów od strony północnej, po drodze niszcząc lokalne punkty oporu.
Na początku października 2008 r., w Kilinochchi rozpoczęto ewakuacje szpitali, banków i wielu innych instytucji rządowych do Tharmapuram, miejscowości oddalonej o 13 km od miasta.
57 Dywizja, pod dowództwem generała brygady Jagath Dias’a, 18 października 2008 r. zdobyła Akkarayankulam, dużą wieś położoną na południowy zachód od Kilinochchi.

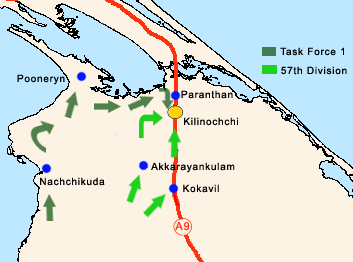
Szlak bojowy 57 Dywizji oraz Grupy Uderzeniowej

Przechwycenie tej miejscowości umożliwiło atak na miasto od południowego zachodu. Podczas zbliżania się do miasta zdobyto także kilka twierdz, takich jak Adampan i Kokavil.
Specjalnie wydzielona grupa uderzeniowa rozpoczęła pochód wzdłuż zachodniego wybrzeża, zdobywając kilka strategicznie ważnych miejsc, w tym osady Viddathalthivu i Nachchikuda. Grupa rozpoczęła atak na położone na północy miasto Pooneryn 15 listopada 2008, które po krótkiej walce zajęła. Z tych sił został wydzielony oddział, który przeniesiono na wschód zajmując miasto Paranthan 31 grudnia 2008 r., umożliwiając tym samym rozpoczęcie ataku na Kilinochchi z północy.
Tamilskie Tygrysy rozpoczęły budowę okopów wokół miasta, mających na celu zatrzymanie ofensywy wojsk Sri Lanki. Jeden z okopów został skonstruowany na południu, inny rozciągał się wzdłuż zachodniej części miasta. W międzyczasie SLA rozpoczął ataki artyleryjskie, a Lankijskie Siły Powietrzne przeprowadzały naloty na pozycje zajmowane przez rebeliantów. Jeden z takich ataków skierowany został na kompleks biurowy wykorzystywany przez Tamilów.
W dniach 18–20 października wojsko lankijskie podeszło do próby przełamania linii obrony LTTE przed miastem. Tym razem to 3 razy więcej ofiar odnotowano po stronie armii rządowej, mianowicie 36 do 12 zabitych. Ten bilans ofiar wziął się zapewne z tego, że rebelianci użyli gazów trujących, a także atakowali wroga z zaskoczenia w dżungli.

## Kalendarium
Atak wojsk rządowych na Kilinochchi rozpoczął się 23 października 2008. W grudniu 2008, SLA przeprowadziło trzy ofensywy mające na celu uchwycenie miasta. Jednakże w listopadzie i grudniu 2008 potężny monsun przetoczył się nad miejscem walk, powodując potężne powodzie obejmujące okolice Kilinochchi, w wyniku czego walki zostały ograniczone do minimum. W tym czasie z miasta ewakuowano większość mieszkańców miasta.
Przez cały czas trwania walk, wojska powietrzne Sri Lanki przeprowadzały liczne ataki powietrzne przeciwko infrastrukturze mogącej wspierać obronę miasta przez rebeliantów.
10 grudnia 2008, LTTE ogłosiło zwycięskie odparcie atakujących w pierwszej fazie bitwy, z rąk rebeliantów życie miało stracić 90 żołnierzy. Jednakże SLA zaprzeczyła tak wysokim stratom we własnych szeregach, jednocześnie informując o straconych 20 żołnierzach przy liczbie 27 zabitych rebeliantów.
16 grudnia 2008, SLA rozpoczęła kolejną ofensywę wobec rebeliantów. Szturm został przeprowadzony trzech kierunków jednocześnie, jednakże został zahamowany przez LTTE oraz okupiony dużymi stratami wśród atakujących – 130 żołnierzy zabitych i ponad 300 rannych.
Po raz kolejny SLA zaprzeczyło tak wysokim stratom, podając do wiadomości o 25 żołnierzach zabitych, 18 zaginionych i 160 rannych we własnych szeregach, podczas gdy Tamilskie Tygrysy miały stracić 120 zabitych. W bitwie użyta została przez obie strony ciężka artyleria.

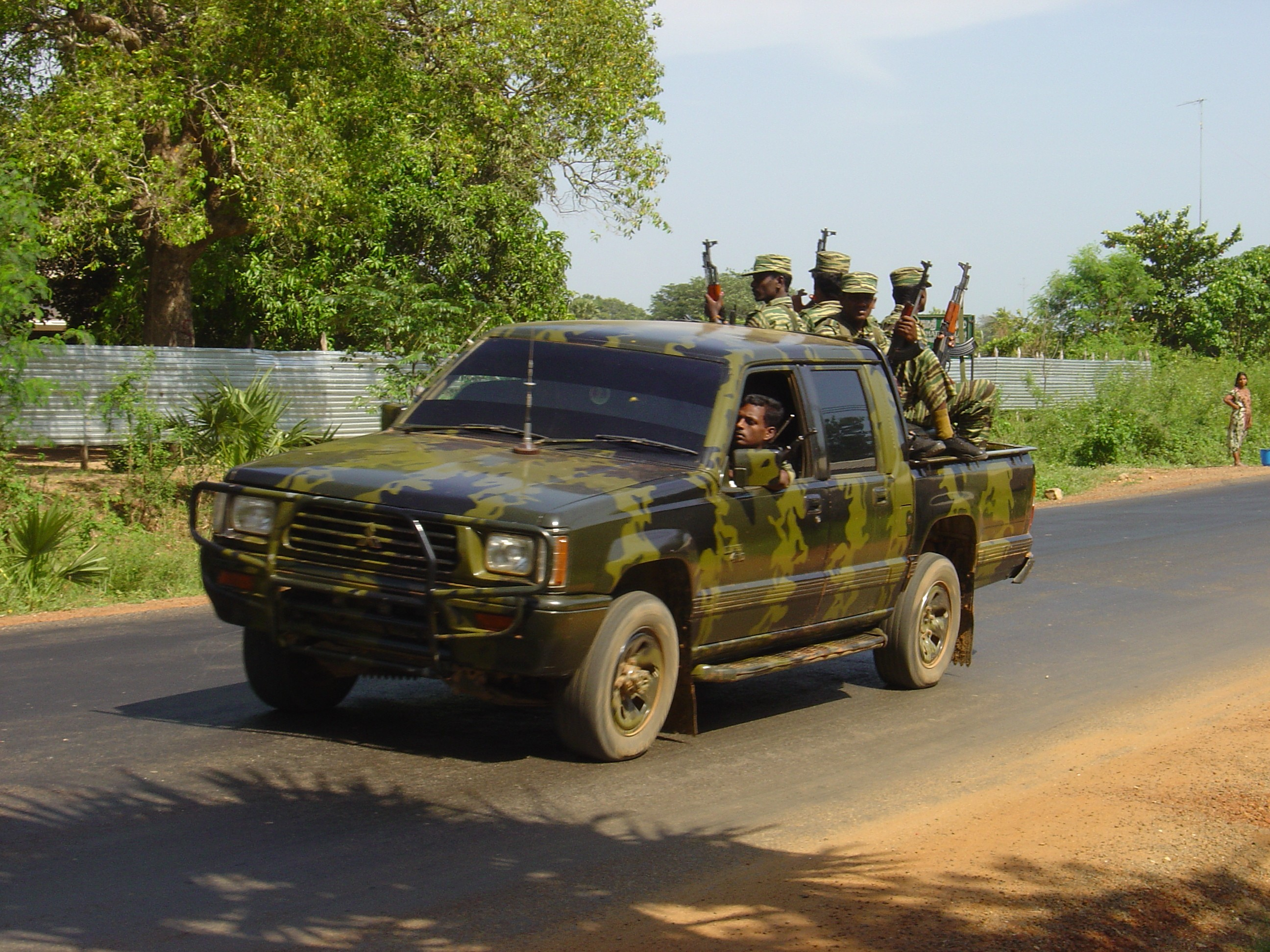
Rebelianci LTTE w Kilinochchi

Po drugiej próbie szturmu walki trwały jeszcze 10 dni, w trakcie których SLA udało się uchwycić niektórych częściach okopy okalające od zachodniej części Kilinochchi.
20 grudnia 2008 LTTE wykonało kontruderzenie na siły SLA przygotowujące się do ataku na wieś Iranamadu, położoną na południe od Kilinochchi. Rebelianci ogłosili zabicie co najmniej 60 żołnierzy wroga, ale te doniesienia były ponownie zakwestionowane przez wojsko, które poinformowało o 12 zabitych i 12 zaginionych.

### Zajęcie miasta
Tamilskie Tygrysy zaczęły wycofać się z Kilinochchi na wieść o upadku Paranthan w dniu 31 grudnia 2008 r. oraz postępującym okrążeniu miasta. 2 stycznia 2009 r. armia Sri Lanki wkroczyła do miasta przy minimalnym oporze ze strony rebeliantów wycofujących się w pobliską dżunglę.
Infrastruktura miasta został mocno uszkodzona podczas prowadzonych walk w mieście. Większość domów zostało mocno uszkodzonych; jeden z dużych zbiorników zapatrujących miasto w wodę został wysadzony w powietrze, wojska Siri Lanki oskarżyły o ten sabotaż wycofujące się oddziały LTTE.
Również linie wysokiego napięcia zostały w poważnym stopniu zniszczone.

## Następstwa
Tuż po ogłoszeniu przez prezydenta Mahindę Rajapaksę zajęcia Kilinochchi, w Kolombo doszło do samobójczego ataku Tamilów przed główną kwaterą sił powietrznych armii lankijskiej. W zamachu zginęły 4 osoby, a około 37 zostało rannych.
3 stycznia 2009 co najmniej 3 osób zostało ranne w innym zamachu, który miał miejsce na rynku Pettah. 6 stycznia 2009, grupa uzbrojonych napastników zaatakowała i uszkodziła studio Telewizji Maharaja Broadcasting Network w Pannipitiya; zarzucając telewizji stronniczość w relacjonowaniu konfliktu.
Po zwycięstwie wojska rządowe kontynuowały kampanię, zajmując kilka kluczowych pozycji w ciągu kilku dni. Dnia 9 stycznia 2009, SLA uchwyciło strategicznie ważny obszar, łączący półwysep Jaffna z lądem. SLA kontynuowało pochód w celu zdobycia miasta Mullaitivu, ostatniego poważnego punktu oporu LTTE. Po zwycięskiej dla armii lankijskiej bitwie pod Mullaitivu miasto ostatecznie upadło 25 stycznia 2009 roku.